# Arthur Beer
 (mars 2024).
La mise en forme du texte ne suit pas les recommandations de Wikipédia : il faut le « wikifier ».
Les points d'amélioration suivants sont les cas les plus fréquents. Le détail des points à revoir est peut-être précisé sur la page de discussion.
- Les titres sont pré-formatés par le logiciel. Ils ne sont ni en capitales, ni en gras.
- Le texte ne doit pas être écrit en capitales (les noms de famille non plus), ni en gras, ni en italique, ni en « petit »…
- Le gras n'est utilisé que pour surligner le titre de l'article dans l'introduction, une seule fois.
- L'italique est rarement utilisé : mots en langue étrangère, titres d'œuvres, noms de bateaux, etc.
- Les citations ne sont pas en italique mais en corps de texte normal. Elles sont entourées par des guillemets français : « et ».
- Les listes à puces sont à éviter, des paragraphes rédigés étant largement préférés. Les tableaux sont à réserver à la présentation de données structurées (résultats, etc.).
- Les appels de note de bas de page (petits chiffres en exposant, introduits par l'outil «  Source ») sont à placer entre la fin de phrase et le point final[comme ça].
- Les liens internes (vers d'autres articles de Wikipédia) sont à choisir avec parcimonie. Créez des liens vers des articles approfondissant le sujet. Les termes génériques sans rapport avec le sujet sont à éviter, ainsi que les répétitions de liens vers un même terme.
- Les liens externes sont à placer uniquement dans une section « Liens externes », à la fin de l'article. Ces liens sont à choisir avec parcimonie suivant les règles définies. Si un lien sert de source à l'article, son insertion dans le texte est à faire par les notes de bas de page.
- La présentation des références doit suivre les conventions bibliographiques. Il est recommandé d'utiliser les modèles {{Ouvrage}}, {{Chapitre}}, {{Article}}, {{Lien web}} et/ou {{Bibliographie}}. Le mode d'édition visuel peut mettre en forme automatiquement les références.
- Insérer une infobox (cadre d'informations à droite) n'est pas obligatoire pour parachever la mise en page.

Pour une aide détaillée, merci de consulter Aide:Wikification.
Si vous pensez que ces points ont été résolus, vous pouvez retirer ce bandeau et améliorer la mise en forme d'un autre article.
Pour les articles homonymes, voir Beer.
Arthur Beer (28 juin 1900 - 20 octobre 1980) est un astronome et historien de l'astronomie tchèque-allemand ayant travaillé à l'Université de Cambridge et participé à de nombreuses initiatives de vulgarisation scientifique. Sa plus grande œuvre est d'avoir dirigé Vistas of Astronomy, monumentale monographie collective qui suit le développement de l'astronomie depuis l'Antiquité.

## Jeunesse
Il est né à Reichenberg, en Bohême (Autriche-Hongrie). Il est le fils unique de Johan Beer, professeur au secondaire des arts et métiers, et d'Olga Beer, née Pollak. Arthur finit ses études secondaires en 1918 à Reichenberg après son retour du service militaire pendant la Première Guerre mondiale. Ses études universitaires seraient aussi reportées après avoir contracté la polio en 1924. Beer marie Charlotte Vera Popielarski en 1925.
En 1927 il obtient son doctorat avec la thèse « Sur la caractérisation des binaires spectroscopiques » (allemand : Zur Charakterisierung der spektroskopischen Doppelsterne). Il a ensuite travaillé comme assistant secondaire sur le rayonnement des planètes et sur les réductions d'observation d'étoiles pour le deuxième catalogue de l'Astronomische Gesellschaft, à l'Observatoire de l'Université de Breslau, jusqu'en 1928.

## Allemagne
En 1929, il travailla à la Deutsche Seewarte d'Hambourg (Observatoire maritime allemand) en tant qu'astronome des marées et s’occupât d'un programme pour la station de radio de l'Allemagne du Nord intitulé « Nouvelles de la nature et de la technologie » (allemand : Aus Natur und Technik), un de ses premiers programmes diffusés. Le printemps de 1930 il quitte l'Observatoire maritime.
Il a ensuite participé à l'installation de la section « Temps Modernes » lors d'une exposition permanente dans le nouveau Planétarium de Hambourg sous la direction de l'historien de l'art Fritz Saxl, directeur de la Bibliothèque Culturelle de Warburg. Beer donnait souvent des conférences au planétarium, était chroniqueur pour divers journaux allemands et étrangers et a continué à produire ses programmes de radio, qui ont été diffusés en Allemagne, Autriche et en Suisse. Il fit aussi des conférences en Allemagne et en Tchécoslovaquie. La bibliothèque culturelle de Warburg a finalement dû être transférée, sous le dénigrement du nazisme, à Londres en 1933, là où elle est devenue connue sous le nom d'Institut Warburg.

## Cambridge
En raison de la persécution antisémite des savants allemands, Arthur émigre à Cambridge dès 1934, grâce à l'aide d'associations comptant avec Albert Einstein, Erwin Finlay-Freundlich et Fritz Saxl de l'Institut Warburg. Dans une lettre d'Einstein à Clara Stern, datée du 11 juin 1933, il s'inquiétait sur la situation de Beer:
C'est un astronome de 33 ans, tenu en haute estime par tous les spécialistes, un juif de bohème qui [...] a travaillé exclusivement en Allemagne dans les plus grands instituts avec un très bon succès. Cet homme a maintenant perdu, avec des conséquences brutales, toute possibilité, aussi petite soit-elle, de gagner sa vie. Il se retrouve désormais sans moyens de subsistance et est littéralement contraint de mendier. J'ai une poignée de brillants témoignages de lui et de son travail. Il a une femme et un enfant. [...] il peut être contacté via le Dr Freundlich de l' Observatoire d'astrophysique de Potsdam.
Beer a mené des recherches astrophysiques sous la direction de FJM Stratton à l'Observatoire de physique solaire de Cambridge de 1934 à 1937. Il fut sismologue à l'Observatoire météorologique et sismologique de Kew de 1941 à 1945. De 1946 jusqu'à sa retraite en 1967, il fut observateur adjoint principal aux observatoires de Cambridge et collabore avec l'Observatoire fédéral d'astrophysique au Canada et chez l'américain Swarthmore College. Au début des années 1950, Arthur s'est engagé dans une étude volumineuse et approfondie de l'astronomie actuelle. En fin de compte, 215 scientifiques, mathématiciens et historiens ont contribué à ce qui allait devenir les multiples volumes Vistas of Astronomy, couvrant à la fois des sujets historiques et actuels, pour lesquels il fut écrivain et rédacteur en chef (1955-1956) pour les deux premiers tomes. La série a survécu à Beer, avec le volume 42 qui paraitrait encore en 1998, avant que ses fonctions ne soient reprises par les New Astronomy Reviews et le Journal of Astronomical History and Heritage.
Beer était membre de la Royal Astronomical Society, de l'Union astronomique internationale et membre honoraire  de l'Académie Internationale d'Histoire des Sciences depuis le 4 Mai 1976. Il a poursuivi toute sa vie ses contributions scientifiques et divulgatrices pour chez des journaux et revues. Il a aussi traduit plusieurs ouvrages scientifiques. En outre, il a reçu un doctorat honorifique pour ses travaux sur l’histoire de l’astronomie. Il est enterré avec sa femme Charlotte au cimetière de la paroisse de l'Ascension, à Cambridge.
La planète mineure 1896 Beer porte son nom.